# فیلیپو زاپاتا
فیلیپو زاپاتا (انگلیسی: Filippo Zappata; ۶ ژوئیهٔ ۱۸۹۴ – ۳۰ اوت ۱۹۹۴) مهندس و طراح هواپیمای اهل ایتالیا بود.